# Nicholas Saunderson
Nicholas Saunderson   (Thurlstone, 1 de gener de 1682 - Cambridge, 19 d'abril de 1739) o Sanderson va ser un matemàtic anglès cec del segle xviii.

## Vida
Fill d'un recaptador d'imposts, es va quedar cec als dotze mesos de vida a causa d'una verola i va perdre totalment els ulls als vuit anys per una infecció. Això no va impedir que anés a l'escola de Peniston, localitat propera al seu lloc de naixement, on va sobresortir per les seves habilitats en el llatí, el grec i les matemàtiques, que també li ensenyava el seu pare a casa.
A partir dels divuit anys va tenir com a mentors Richard West i D. Nettleton, als qui va superar en poc temps. Després va anar a una acadèmia privada a Atterclift.
El 1707 es va incorporar al Christ Church College de la Universitat de Cambridge i, tot i no ser-ne membre, hi va exercir la docència de les matemàtiques amb prou èxit. Tal va ser el seu èxit que el 1711, en ser obligat a dimitir William Whiston de la càtedra Lucasiana per les seves idees religioses heterodoxes, Saunderson va ser proposat per a ocupar el seu lloc, malgrat la seva ceguesa.
D'aquesta forma un home cec, d'extracció més aviat humil, arribava a un dels llocs acadèmics més importants d'Anglaterra abans de complir els trenta anys.
Va morir el 1739 d'escorbut.
Diderot, en la seva Carta sobre la ceguesa, en fa una glossa extremadament elogiosa, i relata la seva mort amb una discussió religiosa amb el pastor que el va a atendre.

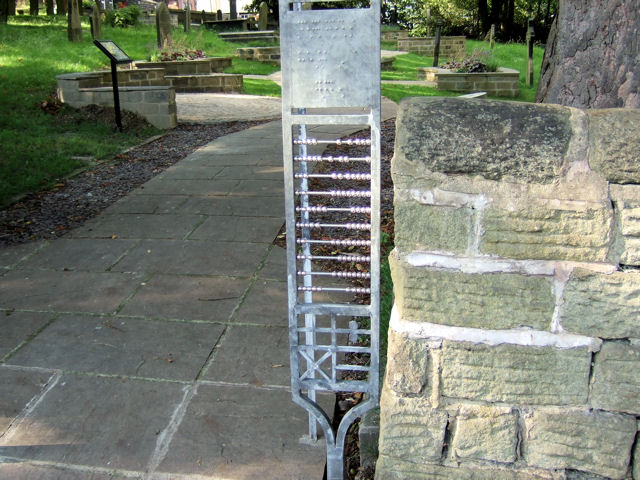
Reproducció de l'àbac per a cecs ideat per Saunderson a l'entrada d'un parc de Peniston.

## Obra
Òbviament, degut a la seva ceguesa, Saunderson no havia escrit cap llibre. Però el 1733 va caure malalt i els seus deixebles el van convèncer de posar per escrit el seu magisteri. El resultat foren els Elements of Algebra, que va ser publicat per la seva vìdua i els seus fills el mateix any de la seva mort.
Els materials que va deixar sobre càlcul diferencial, també van ser publicats pel seu fill, John, el 1756 amb el títol de The Method of fluxions.
També cal destacar la seva invenció del que ell anomenava aritmètica palpable, que no era sinó una forma de reconèixer els nombres palpant diferents superfícies amb les polpes dels dits (gairebé cent anys abans de Braille).